# Dependency Walker
Dependency Walker (англ. Dependency Walker — обходчик зависимостей) или depends.exe — бесплатная программа для Microsoft Windows, используемая для получения списка импортируемых и экспортируемых функций PE-файла. Она также строит в виде диаграммы иерархическое дерево всех файлов, необходимых PE-файлу для выполнения (зависимостей).

## Основные возможности
- Запускается в Windows 95, 98, Me, NT, 2000, XP, 2003, Vista, 7, 8 и 10
- Отображает список всех зависимых модулей (PE-файлов)
- Поддерживает 64-битные исполняемые файлы и исполняемые файлы Windows CE
- Определяет, написан ли модуль на C или C++
- Определяет модули, не включенные в таблицу импорта
- Цветовое кодирование списка для более легкого выявления проблем (разорванные зависимости обозначаются красным)
- Отображение зависимостей всех модулей в виде диаграммы с иерархическим деревом